# Interruptions (Lijnschooten)
Interruptions is een compositie voor harmonieorkest (symfonisch blaasorkest) van de Nederlandse componist Henk van Lijnschooten. In 1977 schreef hij een vijfdelig werk Stromingen voor fanfareorkest. Zijn latere bewerking van de delen 4 en 5 van Stromingen is dan onder de titel Interruptions gepubliceerd.
Het werk werd opgenomen op cd door de Koninklijke Militaire Kapel onder leiding van Jan van Ossenbruggen.